# Design de mecanismos
O design de mecanismos é um campo na teoria dos jogos ca estuda os conceitos de solução procurando instaurar boas soluções a questões ca envolvem vários agentes interessados, tendo a informação privada de cada um acerca das suas preferências.
O design de mecanismo estuda conceitos de solução para uma classe de jogos de informação privada. Leonid Hurwicz explica que "num problema de design, a função objetivo é a «dada», enquanto ca o mecanismo é desconhecido". Por conseguinte, o problema de design é o «oposto» da teoria económica tradicional, a qual é projeta tipicamente para a análise do desempenho dum mecanismo dado. Então, duas caraterísticas diferenciadoras destes jogos são:
- ca um jogo «designer» escolhe a estrutura do jogo;
- o designer está interessado no resultado do jogo.

O Prémio de Ciências Económicas em Memória de Alfred Nobel de 2007 foi dado a Leonid Hurwicz, a Eric Maskin e a Roger Myerson "por terem lançado as bases da teoria do design de mecanismos".